# Prime (nápoj)
Prime Hydration (stylizováno jako PRIME) je řada sportovních nápojů, nápojových směsí a energetických nápojů vytvořených a prodávaných společností Prime Hydration, LLC. Nápoj propagují youtubeři a internetové osobnosti Logan Paul a KSI. Po oznámení a uvedení na trh v roce 2022 si výrobek získal zvýšenou pozornost na sociálních sítích, přičemž skrze internetový dosah si nápoj získal mnoho oblíbenců. Zároveň byl propagován prostřednictvím sponzorských smluv s mainstreamovými sportovci.

## Produkty
Společnost Prime Hydration, LLC je spojena se společností Congo Brands, kterou spoluvlastní američtí podnikatelé Max Clemons a Trey Steiger. Ve Spojeném království, kde byl produkt uveden na trh v červnu 2022, byla původně dodávána ze Spojených států, nyní[kdy?] ji vyrábí společnost Refresco.
Značka Prime zaštituje sportovních a energetické nápoje a také nápojové směsi. Sportovní nápoje, které výrobce označuje jako „hydratační nápoje“, se skládají z 10 % z kokosové vody a obsahují elektrolyty (draslík, hořčík a vápník), vitamíny skupiny B a BCAA. Výrobci uvádějí, že tato verze výrobku neobsahuje žádný přidaný cukr ani kofein a má přibližně 20 kalorií na láhev. Stejně jako mnoho jiných nápojů bez cukru je slazen acesulfamem draselným a sukralózou.
Sportovní nápoje mají tyto příchutě: Blue Raspberry, Grape, Ice Pop, Lemonade, Lemon Lime, Meta Moon, Orange, Strawberry Watermelon, Tropical Punch, a příchuť „KSI“ s příchutí pomeranče a manga, která se prodávala jen ve Spojeném království.

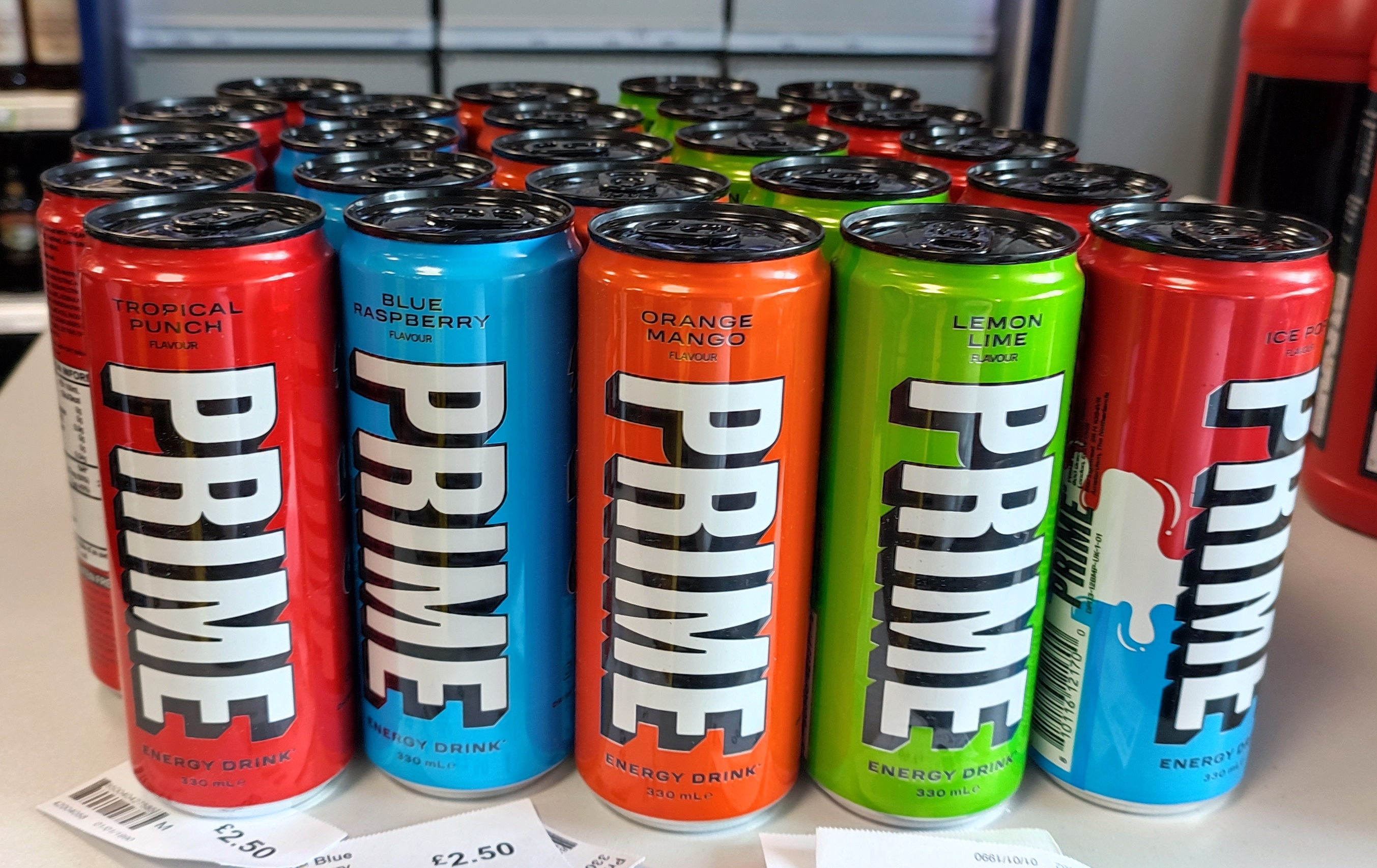
Sortiment příchutí Prime Energy

V roce 2023 byla na trh uvedena řada energetických nápojů Prime Energy. Tyto nápoje obsahují 200 mg kofeinu. Řada Prime Energy má několik příchutí společných se sportovními nápoji Prime Hydration. Mezi příchutě Prime Energy patří Blue Raspberry, Ice Pop, Lemon Lime, Orange Mango, Strawberry Watermelon a Tropical Punch.

## Přijetí a kritika
Někteří odborníci před nápojem Prime varovali pro jeho vysoký obsah kofeinu a draslíku. V Polsku, Dánsku, Nizozemsku a dalších zemích byl jeho prodej zakázán.
Mary McCarthyová z deníku The Independent v komentáři ke způsobu, jakým se Prime prodává prostřednictvím sociálních sítí, naznačila, že KSI a Logan Paul mají nepatřičný vliv na hlavní trh produktu – mladé chlapce – a že „chladný, vypočítavý velký byznys“ spolupracuje s osobami s pochybným přístupem k ženám. Dále uvedla, že marketing nápoje se zaměřuje na chlapce, kteří „čekají, až jim někdo řekne, co si mají myslet“.
Gordon Ramsay tento nápoj recenzoval v rádiu Heart, přirovnal ho k „polykání parfému“ a dal mu 0/10. Nápoj ochutnal i boxer Chris Eubank mladší, který řekl: „Je velmi sladký, píše se na něm, že je přírodně ochucený. Nechutná špatně, ale není to nápoj s přírodní příchutí“.

## Reguláční opatření a legálnost prodeje značky
Nápoj Prime Energy, který obsahuje zvýšené množství kofeinu, byl v několika zemích světa zakázán nebo omezen pro nezletilé kvůli předpisům omezujícím obsah kofein. Bylo rovněž zákonně zakázano prodávat nápoj v několika zemích.

### Austrálie a Nový Zéland
Několik australských škol zavedlo zákaz nápojů Prime Energy, protože kvůli vysokému obsahu kofeinu představují pro studenty zdravotní riziko. Novináři z ABC News uvedli, že novozélandský zákonný limit pro kofein podle Food Standards Australia New Zealand je 32 mg na 100 ml, zatímco Prime obsahuje přibližně 56 mg na 100 ml. Sportovní dietolog, který nápoj označil za „návykovou látku“, dále uvedl, že „podávat dávku kofeinu malým dětem, u nichž se ... rozvíjejí kognitivní funkce, není moudrý nápad“. Novináři také poznamenali, že nápoj, který se prodával v obchodech Woolworths, byl opatřen upozorněním: „Nápoj není vhodný pro děti mladší 15 let, těhotné a kojící ženy a měl by být používán pouze pod lékařským nebo dietologickým dohledem“.
V březnu 2023 několik škol v Queenslandu, Victorii a Západní Austrálii zakázalo Prime Energy. O měsíc později krok následovala několik škol z Nového Jižního Walesu. Jeden z obchodů v Perthu povolil prodej nápoje komukoliv bez prokázání zletilosti jako formu protestu.
Na Novém Zélandu je prodej originálního nápoje Prime Energy zakázán, protože obsahuje 579 mg kofeinu na litr, což je více než povolený limit 320 mg. Ministryně policie Ginny Andersenová varovala, že podnikům, které tento výrobek prodávají, hrozí pokuta až 100 tisíc novozélandských dolarů. Nápoj byl dříve k dostání na maloobchodních stránkách e-shopu Trade Me, ale byl z nich odstraněn na základě dotazů novinářů z média Stuff.

### Bosna a Hercegovina
Dne 30. listopadu 2023 zakázala Federální hygienická inspekce Federace Bosny a Hercegoviny dovoz 1 596 lahví výrobku Prime Ice Pop Hydration kvůli testům, které prokázaly nepřesnosti na etiketě nápoje.

### Dánsko
V Dánsku začali někteří prodejci paralelně dovážet nápoje Prime ještě před oficiálním uvedením výrobku na trh. To vedlo k problémům, protože Prime Energy neodpovídal dánským předpisům, protože koncentrace kofeinu v nápoji překračovala schválený limit. Dánská veterinární a potravinová správa oznámila, že doporučila pěti prodejcům, aby paralelně dovážený výrobek stáhli z nabízeného zboží.
V červnu 2023 byl v zemi oficiálně zahájen prodej nápoje Prime Hydration, který odstartoval v supermarketech Salling Group a samoobsluhách Circle K. Aby byl výrobek v souladu s předpisy a mohl být v zemi distribuován, byl výrobek Prime Hydration upraven tak, aby neobsahoval vitamín A, a nápoje Prime Energy nebyly předmětem prodeje, protože překračovaly zákonem stanovený limit pro kofeinu.

### Lotyšsko
V roce 2024 lotyšská potravinářská a veterinární služba pozastavila dovoz produktu Prime Hydration do země kvůli nesrovnalostem mezi etiketou v lotyštině a angličtině. Následně nařídila společnosti, aby neprodleně řešila soulad s předpisy o označování. Úřad již dříve zakázal prodej výrobku Prime Energy nezletilým osobám kvůli vysokému obsahu kofeinu.

### Nizozemsko
V srpnu 2023 Nizozemsko zablokovalo prodej Prime Energy kvůli vysokému obsahu kofeinu.